# Гальфрид Монмутский
Га́льфрид Мо́нмутский, или Джеффри Монмаутский (лат. Galfridus Monemutensis, также Monmutensis, Monemuthensis, валл. Sieffre o Fynwy, Gruffydd ap Arthur, англ. Geoffrey of Monmouth) (около 1100 — 1154 или 1155) — валлийский священник и писатель, сыгравший важную роль в развитии исторических знаний в Англии и заложивший основы артуровской традиции в известном сегодня виде.

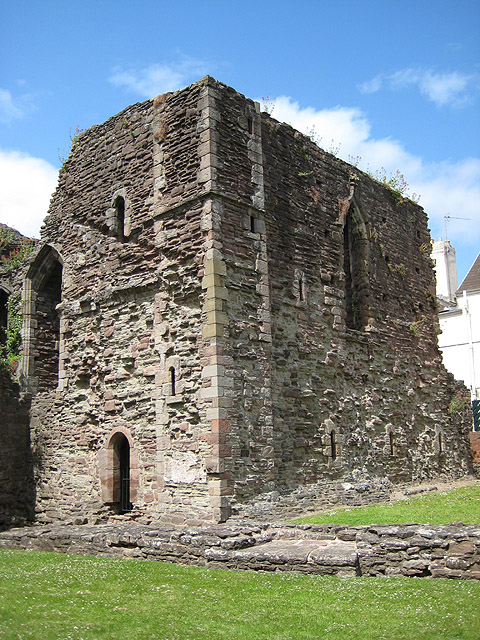
Руины донжона Монмутского замка, XI—XII вв.

## Биография

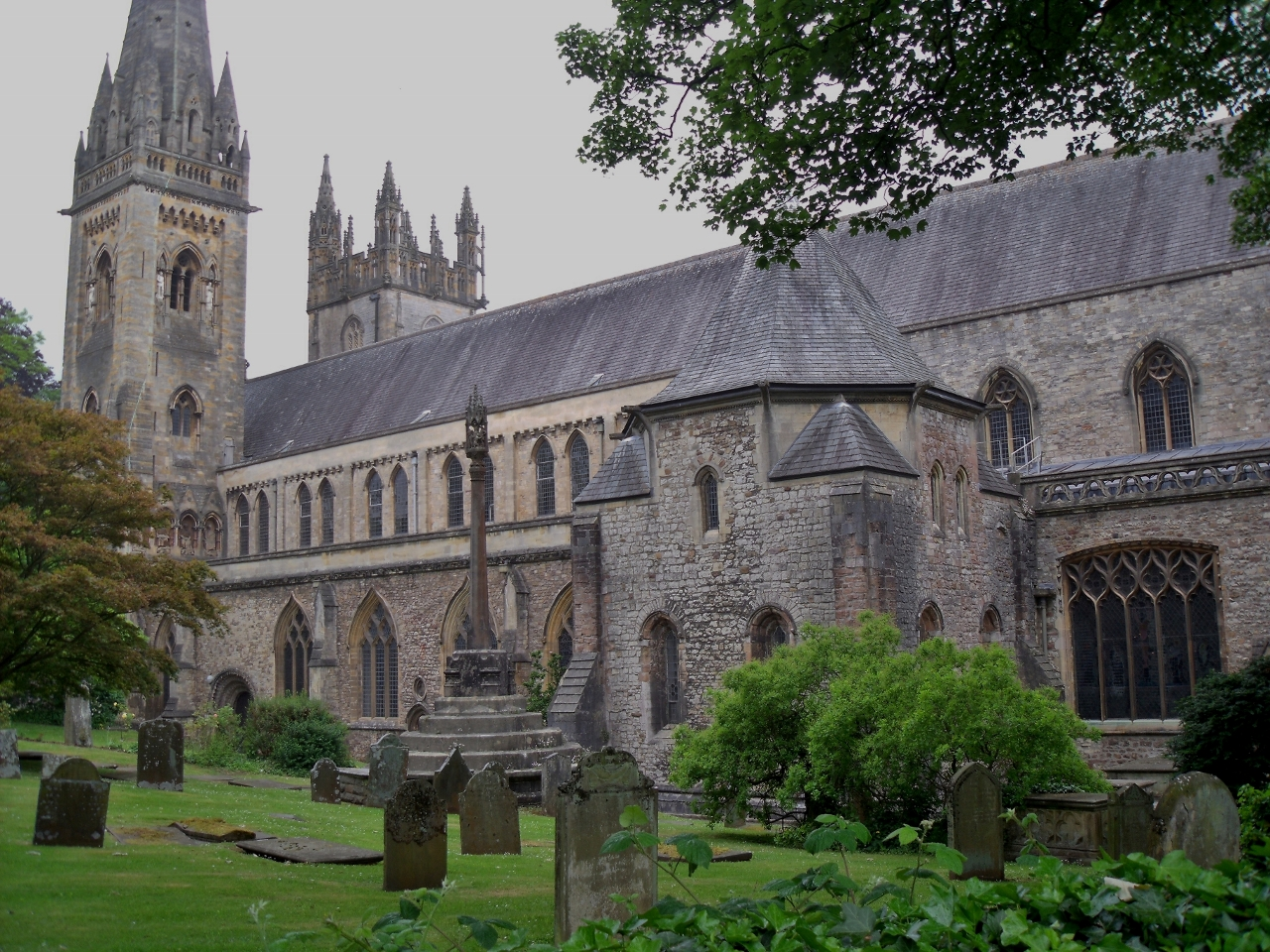
Кафедральный собор Св. Петра и Павла в Ланндафе, XII в.

Место рождения Гальфрида неизвестно, но не исключено, что это был Монмут, город на юго-востоке Уэльса возле границы с Англией. Возможно, он имел валлийские или даже бретонские корни, как об этом можно судить по его более тёплым отзывам о бретонцах. Отцом писателя был Артур, капеллан графа Вильгельма Фландрского. В любом случае, его жизнь явно была связана с этими местами, как указывает уже его прозвище, а его описания окрестностей Карлеона (ныне пригород Ньюпорта) показывают, что он хорошо был с ними знаком. 

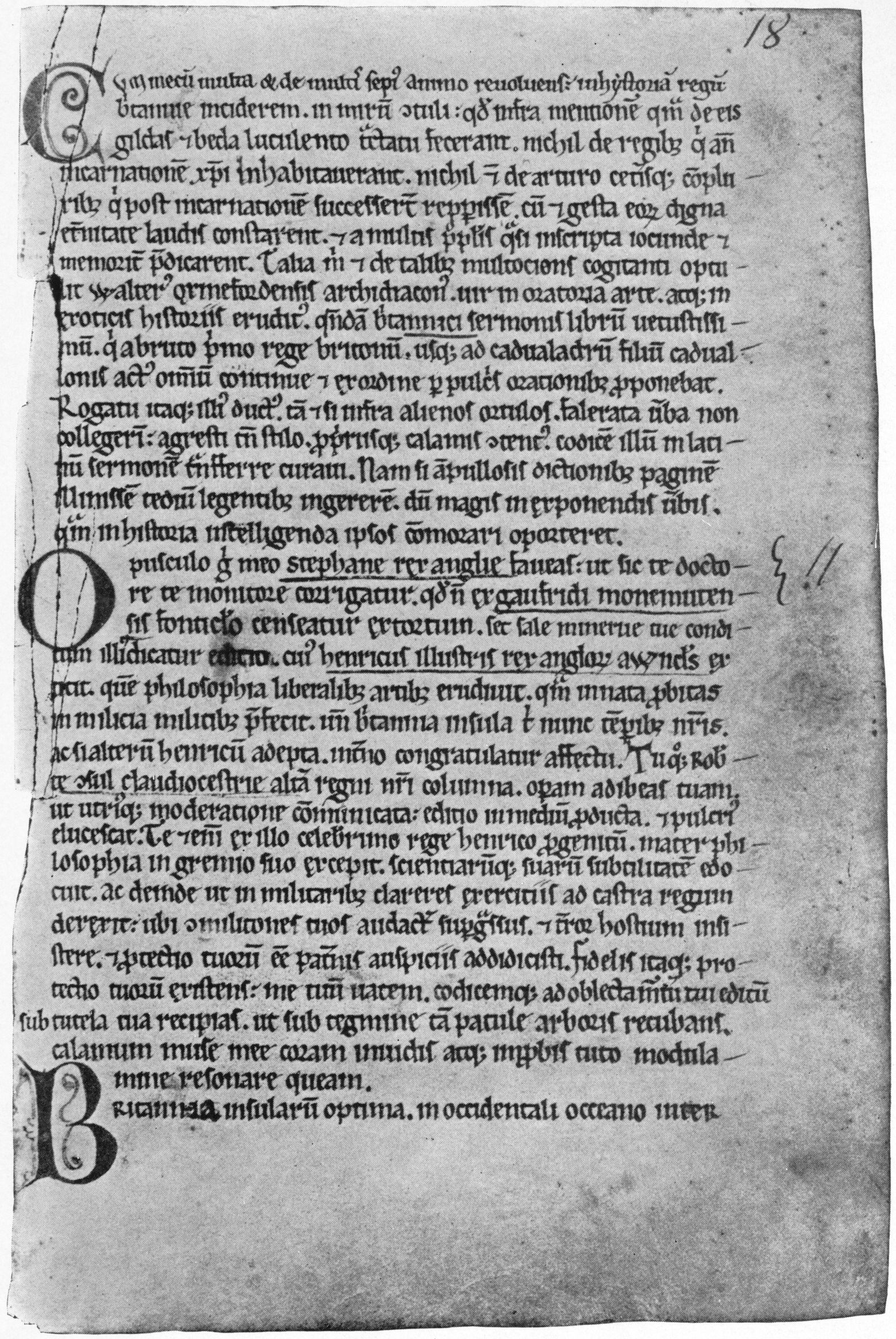
Лист рукописи «Истории королей Британии» Гальфрида Монмутского конца XII в. из Городской библиотеки Берна

Начальное образование он, по-видимому, получил под руководством своего дяди архидиакона Ухтрида, будущего епископа Лландаффа. В 1120-х годах учился в Оксфорде, где познакомился с тамошним архидиаконом Уолтером, передавшим ему привезённую из Бретани некую «весьма древнюю книгу на бриттском языке» о подвигах короля Артура. Впервые его имя фигурирует в хартии об основании приората августинцев в Озни (Оксфордшир). Принадлежность его к ордену бенедиктинцев не получила достаточных доказательств.
Пользовался покровительством королевского бастарда графа Роберта Глостерского и двух епископов Линкольна, Александра (1123—1148) и Роберта из Чесни (1148—1166). Около 1140 года «благодаря своей учености» получил сан архидиакона Лландаффа, очевидно, сменив в этой должности своего дядю, а 21 февраля 1152 года Теобальд, архиепископ Кентерберийский, рукоположил его в епископы Сент-Асафа, спустя всего десять дней после получения им священнического сана. Один из исследователей его творчества Льюис Торп замечает, что «нет свидетельств того, чтобы он когда-нибудь посещал свою кафедру; собственно, из-за войн Оуайна Гвинеда это было, скорее всего, невозможно». 
Помимо вышеназванной хартии из Озни, известно ещё пять подписанных им в Оксфорде документов, которые датируются временем от 1129 до 1151 года. Последние четыре года своей жизни он предположительно провёл в Лондоне. 16 ноября 1153 года он присутствовал при подписании договора между Генрихом II Плантагенетом и Стефаном Блуаским в замке Уоллингфорд. Дата его смерти отмечена в валлийских рукописях в промежутке между Рождеством 1154 и 1155 годов, но произошло ли это в Лландафе, где он служил архидиаконом, или в другом месте, точно не установлено.

## Сочинения
Гальфрид создал несколько заметных литературных произведений, написанных на латыни. Самое раннее из них — «Пророчества Мерлина» (лат. Prophetiae Merlini), написанные между 1130 и 1135 годами и представляющие собой перевод с валлийского на латынь, выполненный по просьбе Александра, епископа Линкольна. Они представляют собой несколько апокалиптических текстов, которые Гальфрид представил как принадлежащие волшебнику Мерлину. Именно к Гальфриду восходит эта версия его имени (в валлийской традиции оно выглядит как Myrddin). 
«Пророчества» были первым приписываемым Мерлину произведением, известным вне Уэльса, и цитировались уже в XII книге «Церковной истории» Ордерика Виталия (1141). Они получили большую известность и неоднократно переводились, в частности, в 1218 году они переведены были на древнеисландский язык монахом Гуннлаугом Лейфссоном, а в 1444 году на среднефранцузский Жаном Вокленом. Британские исследователи Джон Дж. Пэрри и Роберт Колдуэлл замечают, что они «воспринимались весьма серьёзно, даже учёными и мудрыми людьми, во многих странах»: примеры этого можно было встретить даже в 1445 году.
Главный труд Гальфрида — «История королей Британии» (лат. Historia Regum Britanniae), в первой своей редакции законченная между 1136 и 1138 годами. Гальфрид представил её как истинную историю Британии от заселения её Брутом, потомком троянского героя Энея, до смерти в 689 году последнего короля бриттов Кадваладра. В частности, в этом труде содержатся рассказы о вторжении Цезаря, Леире и Кимбелине (пересказанные Шекспиром в «Короле Лире» и «Цимбелине»), а также о короле Артуре (кн. 9—11). Автор подчеркнул значение валлийского города Карлеона как одного из важнейших центров британской истории. Гальфрид утверждает, что источником его труда послужила «некая весьма древняя книга на языке бриттов» (Britannici sermonis librum vetustissimum), которую ему якобы вручил Уолтер Оксфордский, однако в самом существовании этой книги большинство учёных сомневаются. Значительная часть других упомянутых Гальфридом имён писателей и поэтов также признаются вымышленными. Не вызывает доверия у исследователей и предпринятая Гальфридом попытка реконструкции ранней истории христианской церкви в Британии, включая описываемую им изначальную её иерархию из 28 епископов (по числу тогдашних городов) и трёх архиепископов (в Лондоне, Йорке и Карлеоне).
Невнимание Гальфрида к хронологической последовательности событий наиболее ярко прослеживается в его повествовании об Артуре, основные события жизни которого он относит к третьей четверти V века н. э., в частности, датируя его галльскую кампанию правлением императора Восточной Римской империи Льва I Фракийца (457—474). Годом же смерти легендарного бриттского короля он называет 542-й, явно противореча собственным свидетельствам.  
Несомненно, что, помимо собственного воображения, Гальфрид руководствовался «Историей бриттов» Ненния (IX век), «О погибели Британии» Гильды Премудрого (VI век), «Церковной историей народа англов» Беды Достопочтенного (VIII век), «Анналами Камбрии» (X век), валлийскими генеалогиями, «Чудесами Блаженной Марии Ланской» Германа Турнейского (1137), «Житием Святого Гоэзновия» и др. Не исключено, что он был знаком и с какой-то из версий повести, известной как «Килух и Олвен», сюжет которой сложился в Уэльсе не позже XI века. 
В «Истории королей Британии», последнюю редакцию которой относят к осени 1147 года, почти не содержится собственно исторических сведений, и уже в 1190 году Уильям Ньюбургский писал: «Совершенно ясно, что все, написанное этим человеком об Артуре и его наследниках, да и его предшественниках от Вортигерна, было придумано отчасти им самим, отчасти другими — либо из неуёмной любви ко лжи, либо чтобы потешить бриттов». 
Вместе с тем, успех «Истории королей Британии» как литературного произведения превзошёл все ожидания автора. По справедливому замечанию британского историка-медиевиста Кристофера Брука, «книга эта, которая задумывалась как серьезный исторический труд, …оказалась в итоге значительным произведением художественной литературы. Каждая строка в этой книге отражает интерес англичанина XII века к прошлому и его уважение к этому прошлому, и каждая строка отражает также эпоху, в которой возникла совершенно новая способность к созданию и восприятию художественной литературы — литературы, порожденной воображением.»
Именно Гальфрид первым свёл воедино все известные к тому времени легенды об Артуре, предприняв попытку реконструкции целостной биографии последнего. Созданные Гальфридом фактически заново образы легендарного короля бриттов и волшебника Мерлина оказали огромное воздействие на распространение этих персонажей в валлийской и общеевропейской традиции, и можно считать, что именно с него начинается «артуровский канон».
Перу Гальфрида принадлежит также поэма «Жизнь Мерлина» (лат. Vita Merlini), датируемая временем между 1148 и 1150 годами, на основании посвящения её вышеназванному линкольнскому епископу Роберту из Чесни, и сохранившаяся в единственной рукописи XIII века. Это эпическое повествование, состоящее из 1529 строк гекзаметром, является пересказом валлийских традиций о Мерлине (точнее, о «дикаре Мирддине», Myrddin Wyllt).

## Влияние
Труды Гальфрида вскоре получили известность по всей Европе; кроме того, весьма скоро стали появляться переложения его произведений на «народные» языки. В частности, латинская рукопись «Истории королей Британии» оказалась в Нормандии уже в январе 1139 года, где её передал Генриху Хантингдонскому в аббатстве Ле-Бек Роберт де Ториньи, и в середине XII Альфред из Беверли в своей «Истории королей Британии» писал, что не знакомые с трудом Гальфрида хронисты признавались в его время невеждами.
Валлийский перевод «Истории королей Британии», сохранившийся более чем в 200 рукописях и впервые напечатанный в 1485 году Уильямом Кэкстоном, известен как Brut y Brenhinedd и сохранился в нескольких версиях («Чёрная Книга из Бэзингверка» конца XV века, рукопись Cotton Cleopatra из собрания Коттона Британской библиотеки конца XIII века и др.). 
Около 1155 года нормандский поэт Вас пересказал «Историю королей Британии» в стихах («Роман о Бруте»); на его версии был основан «Брут» Лайамона — одно из первых литературных произведений среднеанглийского периода. В начале XIV столетия на основании сочинения Гальфрида анонимным автором составлена была англо-нормандская хроника «Брут», завоевавшая популярность среди английских хронистов и дошедшая до нас в более чем 160 рукописях, 3/4 из которых составляют английские версии, четыре содержат версии латинские, а остальные — англо-нормандские. Из известных хронистов «Историю бриттов» использовали в своих трудах Жеффрей Гаймар, Альфред из Беверли, Роберт из Глостера, Ранульф Хигден, Джон Хардинг и Роберт Фабиан. Вместе с тем, вышеназванный Генрих Хантингдонский, хотя и отзывался о ней с большой похвалой, в основной части своей «Истории англов» цитировал её довольно редко, а Альфред из Беверли, освещая спорные моменты, предпочитал ей авторитет Беды Достопочтенного.  
Обоснованной критике историко-мифологическую концепцию Гальфрида впервые подверг в середине XV века монах-бенедиктинец и учёный-гуманист, настоятель аббатства в Сент-Олбансе Джон Уитхэмстед в труде «Житница знаменитых мужей» (лат. Granarium de viris illustribus).
Помимо Уильяма Шекспира, пользовавшегося «Историей бриттов» опосредованно, через «Хроники» Холиншеда, её использовали такие поэты Нового времени, как Эдмунд Спенсер, Джон Мильтон, Джон Драйден, Александр Поуп, Уильям Вордсворт и Альфред Теннисон.

## Комментарии
1. ↑  По замечанию Рэйчел Бромвич, переход dd в l весьма странен. Как полагает Гастон Пари, Гальфрид, написав на латыни Merlinus вместо ожидаемого Merdinus, хотел избежать неприятных ассоциаций, связанных с французским словом merde (Bromwich, Trioedd Ynys Prydein: The Welsh Triads, p. 472).
2. ↑  В русском переводе, вышедшем в 1984 году в издательстве «Наука», книга называется «История бриттов»; не следует путать «Историю» Гальфрида с «Историей бриттов» Ненния.

## Издания
- Гальфрид Монмутский. История бриттов. Жизнь Мерлина / Пер. А. С. Бобовича, послесл. А. Д. Михайлова. — М.: Наука, 1984. — 288 с. — (Литературные памятники).
- Geoffrey of Monmouth. The History of the Kings of Britain. Edited and translated by Lewis G. M. Thorpe. — London: Penguin Books, 1966. — ISBN 0-14-044170-0.

### Переводы
«История королей Британии»
- Гальфрид Монмутский. История бриттов (пер. А. С. Бобовича на сайте «Восточная литература»)
- Перевод А. Томпсона, редакция Дж. А. Джайлза (англ.)
- Артуровские отрывки, перевод Дж. А. Джайлза (англ.)
- Перевод Brut y Bryttaniait, ранней валлийской версии с интересными разночтениями (англ.)

«Жизнь Мерлина»
- Перевод А. С. Бобовича по изданию 1984 года
- Перевод Бэзила Кларка (Life of Merlin: Vita Merlini Cardiff: University of Wales Press, 1973) (англ.)